# Rebels de l'UNLV
Pour les articles homonymes, voir Rebels.

Ancin logo de 2006 à 2017.

Les Rebels de l'UNLV (en anglais : UNLV Rebels) sont un club omnisports universitaire de l'Université du Nevada à Las Vegas. 
Les équipes sportives des Rebels participent aux compétitions universitaires organisées par la National Collegiate Athletic Association en tant que membres de la Mountain West Conference. 
La plus fameuse équipe des Rebels est celle de basket-ball, surnommée les « Runnin' Rebels », champions nationaux en 1990. L'équipe dispute ses matchs à domicile au Thomas & Mack Center, salle d'une capacité de 18 776 places inaugurée en 1983.
Depuis la saison 2020, l'équipe de football américaine joue ses matchs à domicile dans l'Allegiant Stadium, stade d'une capacité de 65 000 places construit pour la franchise des Raiders de Las Vegas de la NFL. Auparavant entre 1971 et 2019, l'équipe jouait au Sam Boyd Stadium, enceinte de 36 800 places.
Le programme de golf a également rencontré le succès, l'équipe masculine ayant remporté le titre national en 1998.